# Sugriva

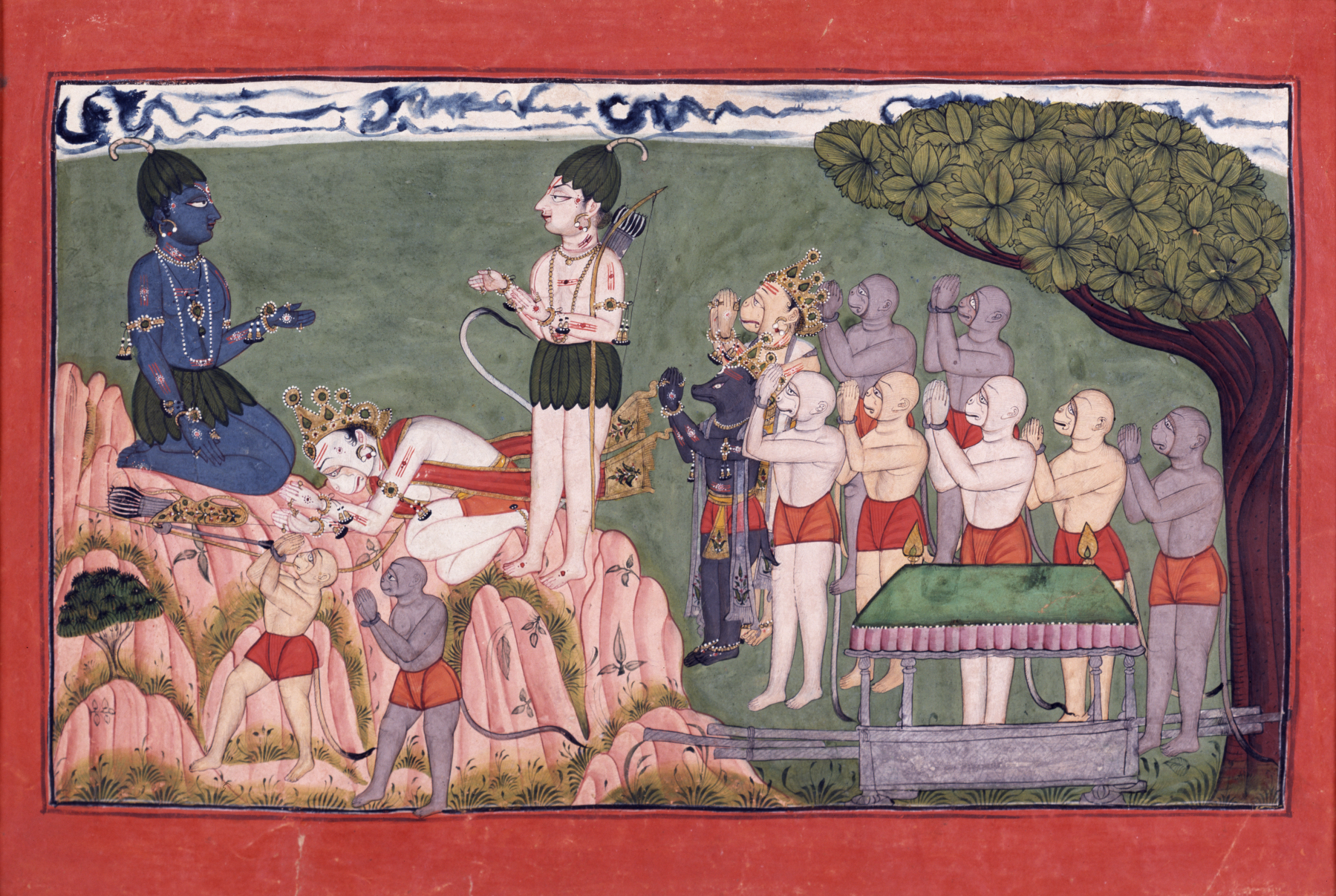
Ramas allians med Sugriva. Stående Lakshmana

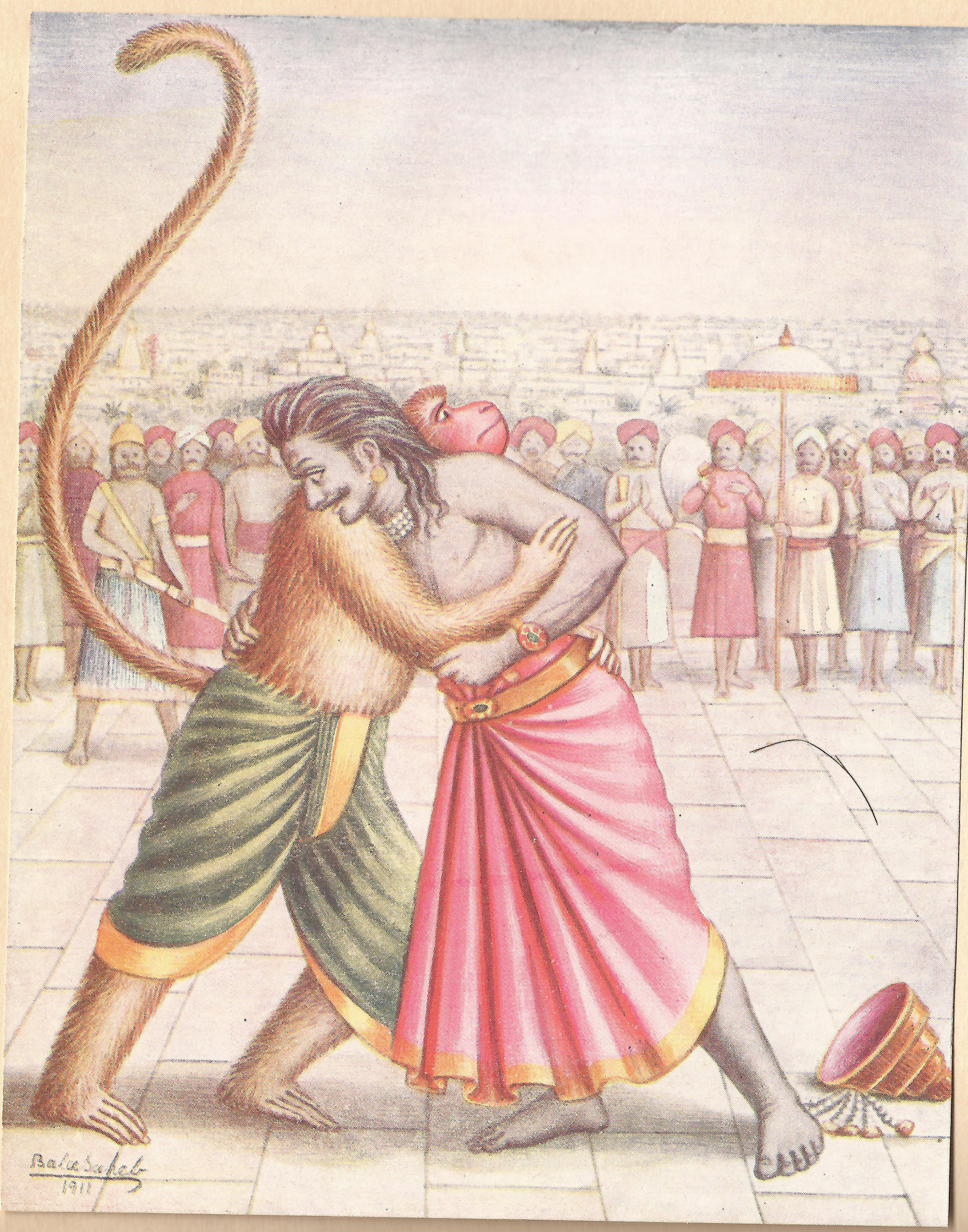
Duel of Rawana and Sugreeva

Sugriva var i indisk mytologi en apgud och -kung som med sin armé understödde Rama i dennes kamp mot Ravana. Son till Surya.